# Argyrana
Argyrana é um gênero de traça pertencente à família Arctiidae.